# مويرا أرمسترونغ
مويرا أرمسترونغ (بالإنجليزية: Moira Armstrong)‏ هي مخرجة بريطانية، ولدت في 1930.

## وصلات خارجية
- مويرا أرمسترونغ على موقع IMDb (الإنجليزية)
- مويرا أرمسترونغ على موقع قاعدة بيانات الفيلم (الإنجليزية)